# Sian Thomas
Siân Thomas (Stratford-upon-Avon, 20 settembre 1953) è un'attrice britannica vincitrice di diversi premi, che ha studiato alla Central School of Speech and Drama.

## Carriera
La sua carriera varia tra produzioni teatrali, televisive e cinematografiche, con ruoli in titoli quali Harry Potter e l'Ordine della Fenice, in cui ha interpretato il ruolo di Amelia Bones. Nel 1992 recitò nella serie televisiva spagnola Celia, interpretando il ruolo di Miss Nelly. Fino a maggio del 2009, inoltre, fece parte del cast del musical Spring Awakening, messo in scena al West End di Londra, interpretando il ruolo della "donna adulta".
Nel 2002, è apparsa nella produzione teatrale Up for Grabs, al West End di Londra, insieme a Madonna.
Avendo una voce particolare, l'attrice è spesso impiegata come lettrice di poesie nel programma radiofonico della BBC Radio 3 Words and Music.

## Vita privata
Sian Thomas ha vissuto parte della sua infanzia in Canada, insieme alla sorella attrice Sara Mair-Thomas.
Il suo attuale compagno è il poeta inglese Tony Harrison.

## Filmografia
- Harry Potter e l'Ordine della Fenice (2007)
- Ricomincio da noi (Finding Your Feet), regia di Richard Loncraine (2017)
- Sulle ali della musica (De dirigent), regia di Maria Peters (2018)